# Birds of Prey (film)
Birds of Prey er en amerikansk superheltefilm fra 2020, instrueret af Cathy Yan.
Filmen er den ottende i DC Extended Universe.

## Medvirkende
- Margot Robbie som Harleen Quinzel / Harley Quinn
- Mary Elizabeth Winstead som Helena Bertinelli / Huntress
- Jurnee Smollett-Bell som Dinah Lance / Black Canary
- Rosie Perez som Renee Montoya
- Ella Jay Basco som Cassandra Cain
- Ali Wong som Ellen Yane
- Ewan McGregor som Roman Sionis / Black Mask